# Chris Hillman
Chris Hillman (* 4. prosince 1944 Los Angeles) je americký hudebník. Počátkem šedesátých let hrál ve skupinách The Scottsville Squirrel Barkers a The Hillmen hrající bluegrass. V roce 1965 byl jedním z původních členů skupiny The Byrds, ze které odešel v roce 1968, ale o čtyři roky poté se opět na rok vrátil. V letech 1989 až 1991 a znovu v roce 2000 se skupinou opět hrál. V roce 1968 spoluzaložil skupinu The Flying Burrito Brothers, ze které však brzy odešel, aby se mohl vrátit k The Byrds. V sedmdesátých letech také vystupoval se skupinami Manassas a Souther Hillman Furay Band a během své kariéry rovněž vydal několik sólových alb. Roku 1985 založil skupinu The Desert Rose Band, která se rozpadla v roce 1994, ale od roku 2008 je opět aktivní.

## Sólová diskografie
- Slippin' Away (1976)
- Clear Sailin' (1977)
- Morning Sky (1982)
- Desert Rose (1984)
- Like a Hurricane (1998)
- The Other Side (2005)
- Bidin' My Time (2017)